# Taigazecke
Die Taigazecke (Ixodes persulcatus) ist eine Art der Schildzecken. Sie kommt vor allem in Ost- und Mittelasien vor, es gibt aber kleinere Verbreitungsgebiete auch in Europa. Die Zecke befällt viele Haus- und wildlebende Säugetiere, Vögel und gelegentlich auch den Menschen. Sie kann die Frühsommer-Meningoenzephalitis übertragen.
Die Taigazecke ist eine rotbraune Zecke. Das vollgesaugte adulte Weibchen ist grau und bis zu 10 mm groß. Das Erscheinungsbild der Taigazecke ähnelt sehr stark dem des Gemeinen Holzbocks. Die Geschlechtsöffnung des Weibchens ist jedoch, im Gegensatz zur bogenförmigen beim Holzbock, gerade oder leicht wellenförmig. Der Lebenszyklus ähnelt ebenfalls dem des Holzbocks und dauert etwa drei Jahre.